# エスタディオ・ピナ・マニケ
エスタディオ・ピナ・マニケ（Estádio Pina Manique）は、ポルトガル・リスボンにあるサッカースタジアム。収容人数は2,574人。

## 概要
ポルトガル最大のアリーナであるエスタディオ・ダ・ルスから南西へ2.5 km弱のところにある。
座席があるのはメインスタンドのある西側だけでそれ以外は芝生となっており、現在はカーザ・ピアACの本拠地として使用している。